# Einride
Einride AB est une société de transport suédoise basée à Stockholm, en Suède, spécialisée dans les véhicules électriques et autonomes appelés Einride pods (anciennement T-pods), ces nacelles sont des camions électriques contrôlés à distance par les chauffeurs et se distinguent par leur absence de cabine de conduite.

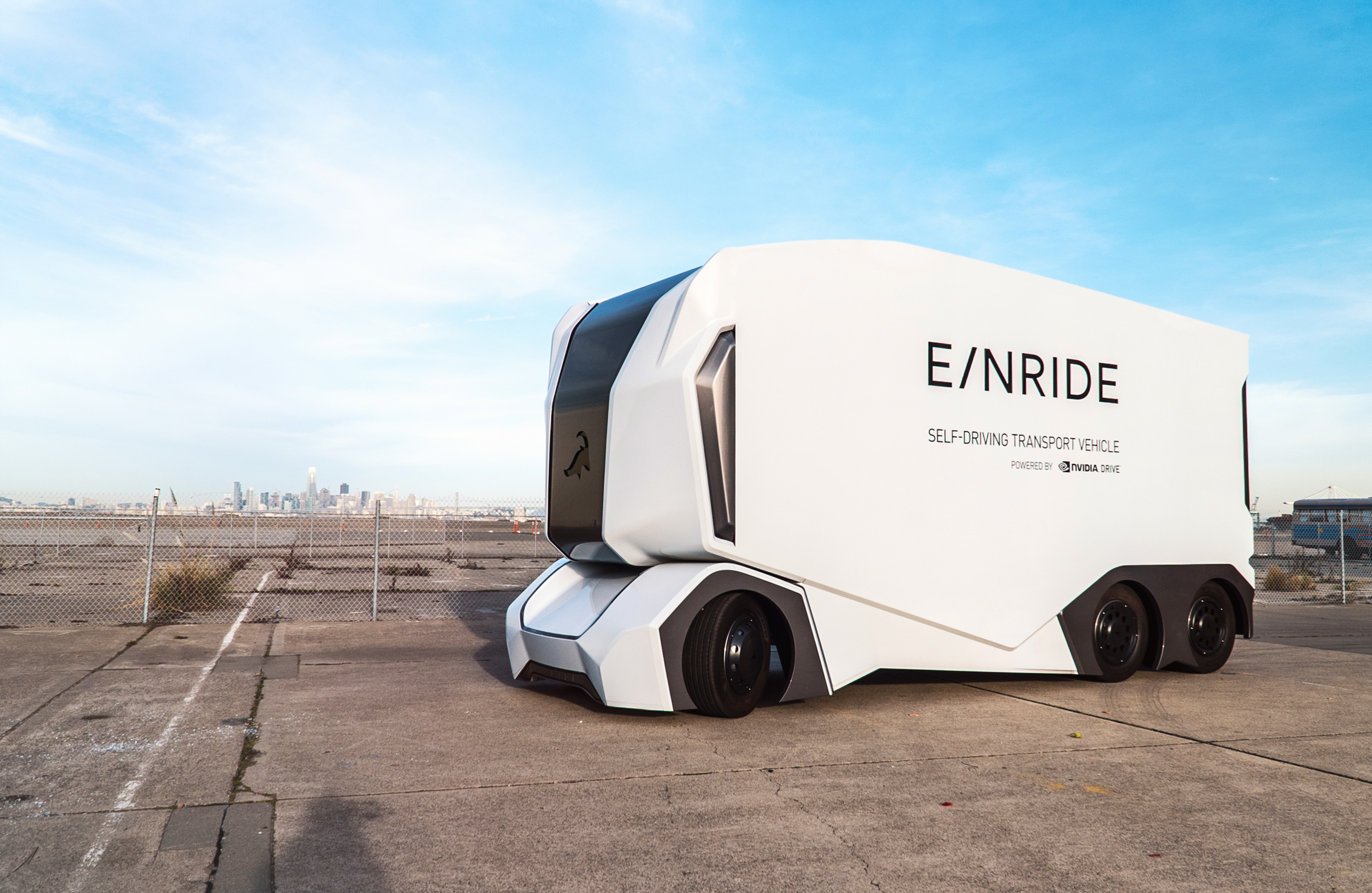
L'Einride Pod devant San Francisco.

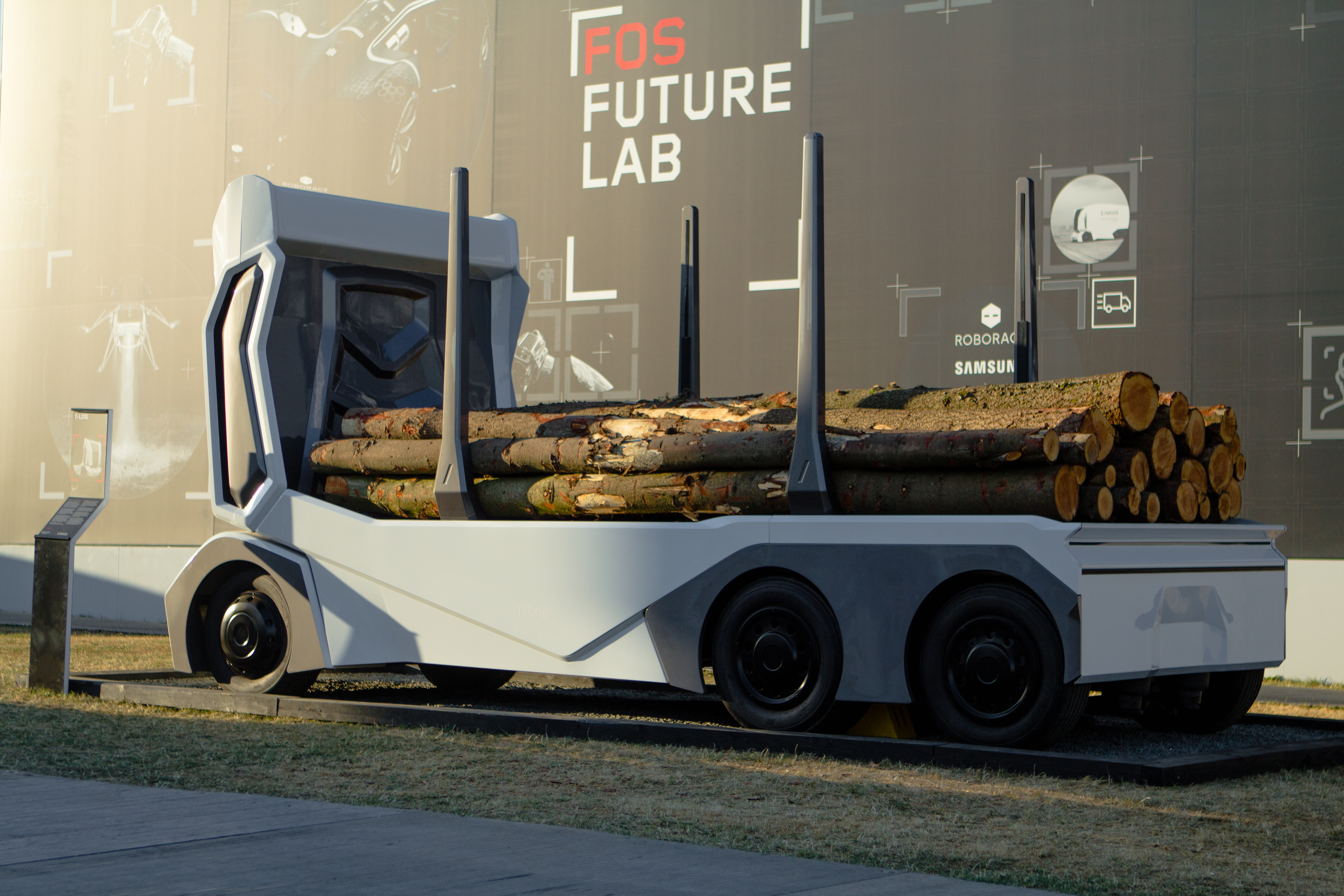
L'Einride Timber Pod au Goodwood Festival of Speed.

L'entreprise a été fondée en 2016 par Robert Falck, Filip Lilja et Linnéa Kornehed. L'entreprise fabrique des véhicules électriques et autonomes. Le nom de la société fait référence au dieu nordique du tonnerre et de la foudre, Thor, et signifie « le cavalier solitaire ». Au printemps 2017, la société a présenté son véhicule de transport, l'Einride Pod, un camion électrique qui se distingue par l'absence de cabine. Le premier prototype grandeur nature de ce qu'on appelait alors le T-Pod a été dévoilé le 4 juillet 2017 lors de la Almedalen Week à Visby, en Suède. Einride a annoncé ses partenariats avec Lidl en 2017 et DB Schenker en 2018. Le 12 juillet 2018 au Goodwood Festival of Speed, Einride a lancé l'Einride Timber Pod, un camion forestier autonome et entièrement électrique.
Le 5 novembre 2018, Einride a lancé la première installation commerciale du pod Einride dans une installation DB Schenker à Jönköping, en Suède. En mai 2019, un Einride Pod a commencé les livraisons quotidiennes sur une voie publique de la ville ; il est permis d'aller jusqu'à 5 km par heure.
Le 10 octobre 2019, Einride a levé 25 millions de dollars dans le cadre d'un cycle d'investissement de série A dirigé par le fonds de capital-risque EQT Ventures et NordicNinja VC de la société de capital-investissement EQT.
En juin 2020, Einride a lancé la plateforme de mobilité du fret, une suite logicielle qui analyse les réseaux de transport pour le potentiel des véhicules électriques ou autonomes et fournit des recommandations pour sa mise en œuvre.
En octobre 2020, Einride a levé 10 millions de dollars de financement supplémentaire dirigé par des investisseurs existants dirigés par Norrsken VC avec le fonds EQT Ventures, Nordic Ninja VC et Ericsson Ventures.

## Technologie
Einride utilise la technologie de conduite autonome ainsi que la commande à distance sur l'Einride Pod qui permet aux conducteurs de surveiller plusieurs véhicules et de contrôler à distance le véhicule dans des situations de circulation difficiles. L'Einride Pod peut parcourir 200 km (124 miles) sur une batterie complètement chargée.